# Вељке Блахово
Вељке Блахово (слч. Veľké Blahovo, мађ. Nagyabony) насељено је мјесто са административним статусом сеоске општине (слч. obec) у округу Дунајска Стреда, у Трнавском крају, Словачка Република.

## Становништво
| Година:    | 1994. | 2004.   | 2014.    | 2024.   |
| ---------- | ----- | ------- | -------- | ------- |
| Број људи: | 1200  | 1318    | 1533     | 1579    |
| Разлика:   |       | +9,83 % | +16,31 % | +3,00 % |

| Година:    | 2023. | 2024.   |
| ---------- | ----- | ------- |
| Број људи: | 1588  | 1579    |
| Разлика:   |       | -0,56 % |

Према подацима о броју становника из 2011. године насеље је имало 1.451 становника.